# Tilburg
Tilburg ( udtale ?)er en kommune og en by i den sydlige provins Noord-Brabant i Nederlandene. 
Byen har 212.943 indbyggere (1. april 2016). Den 18 årige kvinde Sophie van Schaik havde æren af at være indbygger nummer 200.000 den 24 januar 2005. Hun var student på Rockakademiet Fontys i Tilburg, som er kendt for rockgruppen Krezip. 

## Galleri
- Rådhusslottet i Tilburg
- Luftbillede
- Tilburg
- Tilburg
- Tilburg, Heikese kerk

## Eksterne links
- Statistikker om kommunen (nederlandsk/hollandsk)

- Wikimedia Commons har flere filer relateret til Tilburg

51°34′N 5°04′Ø / 51.57°N 5.07°Ø